# Ожеговка
Оже́говка (укр. Ожегівка) — село, входит в Володарский район Киевской области Украины.
Население по состоянию на 01.01.2014 года составляло 350 человек. Почтовый индекс — 09332. Телефонный код —04569
Из истории села Ожеговка.
Село Ожеговка было основано, вероятно, в середине 18 века. Наверное, его основателем был известный местный деятель Антоний Ожга. Некоторое время он был региментарем Украинской партии, то есть возглавлял польские войска на территории Киевского и Брацлавского воеводств. В 1751-1763 годах он упоминается как Романовский староста. К Романовскому староству принадлежала тогда и Сквирщина. Именно во времена Антония Ожги на Сквирщине были осаждены немало сел. С владельцами Володарского имения Ожга вел длительный судебный процесс. О тех временах вспоминал в середине 19 века Романовский старожил Федя Грива. Был он потомком казацкого рода и ему род рассказывал, что Романовские старосты вооружённой рукой пытались вернуть от Володарщини свои древние земли, что тянулись до Острой Могилы. После второго раздела Речи Посполитой (1793 г.) и административной реформы в Российской империи (1797) Ожеговка попала в состав Таращанского уезда и поэтому село перевели из прихода Пархомовской церкви к приходу Любчанськой церкви Св.Иоанна Богослова.  После Февральской революции 1917 года в селе произошли бурные события, связанные с перераспределением имущества и земли. Во время гражданской войны в селе, как и по всей Киевщине несколько раз менялась власть, что негативно отразилось на благополучии населения. Село в те времена было многонациональным. Кроме коренной нации здесь проживало много поляков и евреев.В 1910 году в Ожеговке проживало более 60 евреев. В июне 1919 года в Ожеговке произошло четыре еврейских погромах, устроенных бандами атаманов Лазенюка и Струка; в ходе погромов 10 евреев были ранены, несколько еврейских домов были сожжены. Очередное улучшение положения в селе произошло в годы нэпа. С 1923 по 1930 годы село Ожеговка входило в состав Белоцерковского округа (с 1932 года - Белоцерковского округа Киевской области). Во время голодомора 1932-1933 годов от голода в селе умерло 237 человек. Были неединичны случаи людоедства. По воспоминаниям очевидцев, в селе в то время жила женщина, которая обрезала мясо с убитых в братских могилах, делала из него котлеты и носила их продавать на базар в Янишовку (ныне - село Ивановка Ставищенского района). На территории села находятся две братские могилы, куда свозили жертв голодомора. С началом Великой Отечественной войны 1941-1945 годов 14 июля 1941 года началась оккупация населённого пункта гитлеровскими оккупантами.
В ночь с 31 декабря 1943 на 1 января 1944 года территория Ожеговки, как и всего Володарского района была освобождена советскими военными подразделениями 240 стрелковой дивизии полковника Уманского Т.Ф., 155 стрелковой дивизии полковника Иванчуры  И.М. Во время Второй мировой войны погиб 81 житель села Ожеговка.
Перед Второй мировой войной и после неё в селе действовал колхоз имени Ворошилова. В послевоенные годы, преодолевая чрезвычайные трудности, крестьяне восстанавливали разрушенное войной село.
7 июля 1951 года в селе в неравном бою с работниками НКВД погибли участники освободительной борьбы Украины Виталий Мельник и Владимир Скоренький, члены ОУН, которые занимались распространением антисоветской литературы. С 1957 года колхоз имени Ворошилова получил название имени 40-летия Октября.
В 1959 году село было электрифицировано, а за пять лет до этого, в 1954 году появилось радиовещание. В середине 60-х в селе был построен Дом культуры. С 1 января 1963 года Володарский район был ликвидирован. Большинство сел были перешли в состав Тетиевского района, а села Пархомовка и Ожеговка — к Ставищенскому. Согласно Указу Президиума Верховного Совета СССР „Об образовании новых районов Украинской ССР" от 8 декабря 1966 года в составе Киевской области были образованы 5 новых районов (Богуславский, Бородянский, Вышгородский, Володарский, Рокитянский). После этого Ожеговка снова оказалась в составе Володарского района.
В 1974 году колхоз имени 40-летия Октября был присоединён к колхозу имени Ленина, который находился в селе Пархомовка.
В связи с розукрупнением колхоза имени Ленина в 1988 году в Ожеговке был образован колхоз „Перемога”. В наше время в селе работают два сельскохозяйственных предприятия: фермерское хозяйство «Відродження» и фермерское хозяйство «Фермер-филд», работает Дом культуры, библиотека, фельдшерский пункт, почта.
Из истории
Ожеговской
Свято-Покровской церкви
По преданиям жителей села, Ожеговская церковь начала строиться по инициативе местного жителя
Заинчукивского
Ивана. Он ходил собирать деньги по людям, по монастырям. Когда была собрана
определённая сумма средств, наняли строителей, видимо и архитектора, и
построили церковь. Основатель церкви похоронен на церковной паперти, над его
могилой до этого времени стоит большой чугунный крест.
О дате постройки храма свидетельствует надпись в напрестольном Евангелие - «Во
вновь выстроенную, в селе Ожеговка Таращанского уезда Киевской епархии,
деревянную церковь во имя Покрова Пресвятой Богородицы пожертвовал сие св.
Евангелие, живущий в подведомой Киево-Печерской Лавры Китаевой пустыни, игумен
Илларион Шубин, месяца октября, 15 числа 1884 года». Сначала церковь была без
колокольни. Колокольню закончили строить в 1906 году. Эта дата высечена в
орнаменте кружева над дверью при входе в веранду церкви.
Церковь была действующей до 1930 года. Данных о священниках, которые служили от
освящения и до этой даты, не осталось. Помнят, что последним священником перед
закрытием церкви был отец Александр Случевский, которого отправили в ссылку.
Во время Великой Отечественной войны, в 1942 году, церковь вновь открыли. Перед
этим в помещении храма находилась колхозная кладовая, где хранилось зерно.
Иконы люди забрали по домам, кресты с церкви были спрятаны в самом куполе
колокольни.
После открытия церкви снова все поставили на свои места. Ограждения церковь не
имела. Коммунисты хотели сжечь церковь, но люди дежурили, чтобы не дать этого
сделать. Была даже подвезена
бочка горючего, но местная жительница Федюченко Мария покатила её с холма к пруду.
Первым священником в военные годы был священник Шевченко, имя люди не помнят.
Служба велась на украинском языке.
С 20 августа 1945 года и до 1949 года служил священник Иосиф Карпович
Артеменко.
С 06 декабря 1949 года по 1952 год служил Владимир Петрович Крупский.
С 15 июня 1952 и в 1956 году священником был Иван Антонович Славицкий.
С 14 марта 1956 года по 1963 год - Трифон Евстахиевич Подошик.
С 1963 по 1972 год службу проводил священник Александр Петрович Шляхта. Перед
Великим постом в 1972 году он оставил Ожеговку и переехал жить в Ирпень, чтобы
ухаживать за больной мамой.
На Пасхальные праздники 1972 года службу в церкви проводили разные священники
Тетиевского благочиния, к которому принадлежала и Ожеговская церковь. В перерывах между службами
жители на праздники ходили, ездили в Любчу, Василиху или Пархомовку.
К этому времени (в 1972 году) церковь находилась в очень запущенном состоянии.
Её красили
лишь дважды: в 1906 и 1926 годах.
Летом в Ожеговку прибыл ученик Ленинградской духовной семинарии Николай
Сычевский. Проводил богослужения, привез краску и дважды храм был покрашен
изнутри. Зимой, на Святого Николая, Николай Михайлович Сычевский фактически
начинает служить в Ожеговской
Свято-Покровской церкви. Ныне протоиерей Николай Сычевский - благочинный
Володарского округа Белоцерковской епархии УПЦ (МП). За время его служения Богу
и людям в храме шесть раз делали капитальный ремонт, было поставлено бетонное
ограждение, 10 раз в церкви проводили архиерейские богослужения.

## Местный совет
09332, Киевская обл., Володарский р-н, с.Ожегівка, ул.Шевченко,13  (укр.)